# Triptilodiscus pygmaeus
Triptilodiscus pygmaeus là một loài thực vật có hoa trong họ Cúc. Loài này được Turcz. miêu tả khoa học đầu tiên năm 1851.